# Stephen Chebogut
Stephen Kibiwott Chebogut (9 januari 1985) is een Keniaanse langeafstandsloper, gespecialiseerd in de wegatletiek. 
Tijdens zijn carrière van 2010 tot heden richt hij zich voornamelijk op de marathon.

## Loopbaan
Zijn eerste internationale wedstrijd liep hij in Nederland in 2010 tijdens de Wiezo Run in Wierden die hij won.
In 2010 won hij zijn eerste Europese marathon in de Franse stad Reims. In 2011 nam hij deel aan de marathon van Parijs waar hij zesde werd.
In november 2012 won hij de marathon van Istanboel.
In 2015 won hij de halve marathon van Lille met een tijd van 1:00.19. Een maand later won hij de marathon van Eindhoven in een nieuw persoonlijk record van 2:05.52 uur. Op de finish had hij slechts zes seconden voorsprong op de Ethiopiër Deriba Robi. In de marathon van Hamburg won hij brons.

## Persoonlijke records
| Onderdeel      | Prestatie | Datum            | Plaats    |
| -------------- | --------- | ---------------- | --------- |
| 15 km          | 43.05     | 5 september 2015 | Rijsel    |
| 20 km          | 57.14     | 5 september 2015 | Rijsel    |
| halve marathon | 1:00.19   | 5 september 2015 | Rijsel    |
| 25 km          | 1:14.16   | 10 april 2011    | Parijs    |
| 30 km          | 1:29.40   | 10 april 2011    | Parijs    |
| marathon       | 2:05.52   | 11 oktober 2015  | Eindhoven |

## Palmares

### 10 km
- 2010:  Wiezo Run in Wierden - 29.30

### halve marathon
- 2015:  halve marathon van Lille - 1:00.19
- 2016: 5e halve marathon van Parijs - 1:01.25
- 2018: 8e halve marathon van Rome-Ostia - 1:04.01

### marathon
- 2010:  marathon van Kilimandjaro (Moshi) - 2:15.28
- 2010:  marathon van Reims - 2:09.38
- 2011: 6e marathon van Parijs - 2:08.02
- 2011: 17e marathon van Seoel - 2:19.58
- 2012:  marathon van Istanboel - 2:11.05
- 2013: 12e marathon van Dubai - 2:09.20
- 2014: 4e marathon van Mumbai - 2:10.56
- 2015:  marathon van Hamburg - 2:08.01
- 2015:  marathon van Eindhoven - 2:05.52
- 2016: 7e marathon van Boston - 2:16.52
- 2016: 7e marathon van Eindhoven - 2:10.59
- 2017:  marathon van Parijs - 2:06.57
- 2017: 7e marathon van Amsterdam - 2:07.30
- 2018: 7e marathon van Hamburg - 2:10.33